# Egyszarvú csillagkép

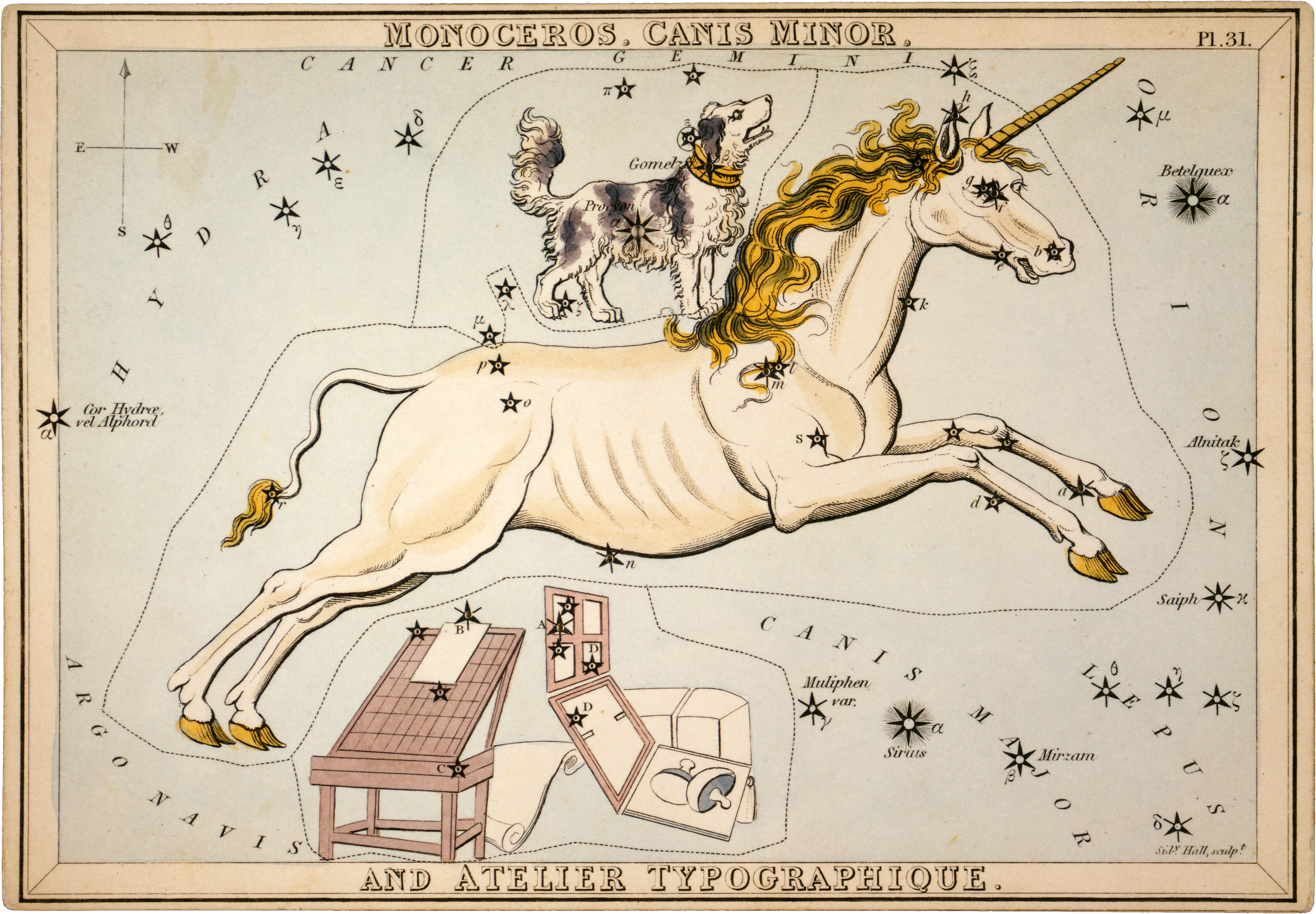
Egyszarvú csillagkép
(fölötte a Kis Kutya csillagkép)

Ez a szócikk az Egyszarvú csillagképről szól, az „egyszarvú” egyéb jelentéseit lásd: Egyszarvú (egyértelműsítő lap)
Az Egyszarvú csillagkép (Monoceros), halvány csillagkép, a Tejúton helyezkedik el. Magyarországról télen látható. Legelső említését Petrus Plancinusnak köszönhetjük, aki valamikor az 1612-es, 1613-as évek környékén adott nevet ennek az alakzatnak.

## Történet, mitológia
Az egyszarvú megváltói attribútumként jelenik meg a mitikus kultúrában. A Megváltó irányába forduló tekintet a megnyílás, tehát a megnyíló és befogadó szeretet szimbóluma.

## Csillagok
- Az α Monocerotis színképosztálya K0, látszólagos fényessége 4,07 magnitúdó, távolsága 180 fényév.
- A β Monocerotis az egyik legszebb hármascsillag. Az alkotók mind sárgásfehérek, 10"-re fénylenek egy egyenlő szárú háromszög csúcsain. Könnyen észlelhető 15 cm-es távcsővel.[2] A három csillag látszólagos fényessége rendre: 4,7, 5,2 és 6,1 magnitúdó. William Herschel fedezte fel 1781-ben.
- Az ε Monocerotis kettőscsillag, a komponensek látszólagos fényessége 4,5 és 6,5 magnitúdó.
- Az S Monocerotis szuperóriás változócsillag, a fénye 4m-5m között szabálytalanul ingadozik. A nyolcadrendű kísérőjét legalább közepes nyílású távcsővel lehet megfigyelni.

## Mélyég-objektumok
- Messier 50 (NGC 2323) - nyílthalmaz
- NGC 2261(Hubble változó köde) - diffúz köd
- Rozetta-köd - diffúz köd
- NGC 2244 - nyílthalmaz